# روز داریوش بزرگ
روز داریوش بزرگ (۱۶ مهر -۸ اکتبر) برابر با ۱۶ مهر روزی غیررسمی در تقویم ایران است که سالانه در جهت بزرگداشت داریوش بزرگ برگزار می‌شود.

## دلیل نام‌گذاری
داریوش هخامنشی از بزرگان پارس در سال ۵۲۲ پیش از میلاد در چنین روزی تاج گذاری کرد و به صورت رسمی شاه ایران شد.

## مراسم بزرگداشت در سال ۹۸
در سال ۹۸ روز داریوش توسط انجمن هم اندیشان ایران فرهنگی در خانه اندیشمندان علوم انسانی با عنوان «بررسی مدیریت ایرانیان در روزگار هخامنشیان» در تهران برگزار شد. سخنران آغازین این نشست میرجلال‌الدین کزازی، استاد دانشگاه، نویسنده، مترجم، شاهنامه‌پژوه و استاد نام آشنای ادبیات فارسی، بود، از دیگر سخنران این روز مهدی محسنیان‌راد، شروین وکیلی جامعه‌شناس و استاد دانشگاه و آرزو رسولی، استادیار دانشکده ادبیات و علوم انسانی و عضو هیئت علمی گروه تاریخ دانشگاه شهید بهشتی بودند. پایان بخش سخنرانی‌های این نشست گفتار سورنا فیروزی، کارشناس ارشد ژنتیک و دکترای باستان‌شناسی، با عنوان «چرایی روز داریوش» بود.